# ナチズムにおけるオカルティズム
ナチズムにおけるオカルティズムの項は、ナチズムの起源とさまざまなオカルトの伝統との関係についての広範な理論、推論、研究について述べる。このような概念は、少なくとも1940年代初期、第二次世界大戦中から大衆文化の一部であり、1960年代から新たな人気を獲得した。このテーマに関するドキュメンタリーと本があるが、最も重要なものは、"The Morning of the Magicians"（『神秘学大全』、1960年）と"The Spear of Destiny"（『運命の槍』、1972年）である。ナチズムとオカルティズムは、多くの映画、小説、漫画、その他のフィクションでも取り上げられている。例として、映画『レイダース/失われたアーク《聖櫃》』（1981年）と、コミック・シリーズ『ヘルボーイ』が挙げられる。
歴史家のニコラス・グドリック＝クラークは、アリオゾフィの理念とナチスのイデオロギーとの間には実際に関連性があると論じた著作"The Occult Roots of Nazism"（ナチスのオカルトのルーツ）においてこのテーマを分析している。また彼は、このテーマについて書かれた多くの一般向けのオカルト歴史書の問題を分析した。彼は、「ナチスという現象を、不可解で悪魔的な影響の産物として表した」多くの本に存在するナチスのオカルティズムの現代神話から、経験主義と社会学を分離しようとした。彼はこれらのほとんどを「扇情的で研究不足」であると考えた。

## アリオゾフィ
歴史家のニコラス・グドリック＝クラークの1985年の本、"The Occult Roots of Nazism"は、オカルトの思想とナチスの思想の間に関連性がある可能性を論じた。この本の主なテーマは、1800年代から1900年代初頭にかけての民族主義的なドイツとオーストリアにおける秘教主義の主要な要素であるアリオゾフィの人種差別的オカルト運動であった。彼は自分の著書を「反動主義者、独裁主義者、およびナチスの思考様式、それらの発展をめぐる神話、象徴、ファンタジーに関係したアンダーグラウンドの歴史」と説明した。彼が歴史において未検証だったこのテーマに焦点を当てたのは、「ファンタジーは、信念、価値観、社会集団の中でひとたび慣行化されると、因果関係を獲得することができる」からであった。彼は、フェルキッシュ運動を、1800年代後半にドイツ帝国で起こった多くの政治的、社会的、経済的変化に対する一種の反近代主義、反リベラルな反応として説明している。彼の議論の一部は、都市の急速な工業化と隆盛が「伝統的な農村の社会秩序」を変え、その地域の「前資本主義の考え方と慣例」と衝突したということである。彼は、ドイツ系オーストリア人の民族的エリート主義的な汎ゲルマン主義運動を、オーストリアが ビスマルクのドイツ帝国に含まれていないことに対する反応として説明した。
グッドリック=クラークは、アリオゾフィ運動はフェルキッシュの思想を取り入れたが、「現代世界が偽りと悪の原理に基づいていることを証明する」ために、フリーメイソン、カバラ主義、薔薇十字団などのオカルトのテーマを追加したという見解を持っている。アリオゾフィストの「思想とシンボルは、第一次世界大戦後、初期のナチスがミュンヘンで出現した後期ヴィルヘルム時代のドイツのいくつかの反ユダヤ主義および民族主義グループに浸透していった」。彼は、2人のアリオゾフィストとハインリヒ・ヒムラーの間にいくつかの関連性があることを示した。

## 現代の神話
ナチスが主に1920年から1945年までオカルト機関によってインスピレーションを受け、運営されていたという、文学上の扇情的なジャンルで広く論じられている固執した観念が存在する。
グッドリック=クラークの著書の補遺Eは、「ナチス・オカルティズムの現代神話」（The Modern Mythology of Nazi Occultism）と題されている。その中で、彼はこのテーマに関する多くの一般向けの文献に対して非常に批判的な見解を述べている。彼によると、これらの本は、「意識体（例えば、『黒い力』、『見えざる階層』、『知られざる上位者』）とも、遠い時代または離れた場所にいる魔術のエリートとも見なすことができる隠された力」によってヒトラーとナチスはコントロールされていたと説明している。彼はこのジャンルの作家を「偽歴史家」と呼んだ。彼はこのジャンルの本について、次のように述べた。
これらの本は通常、扇情的かつ研究不足だった。一次資料についての完全な無知はほとんどの著者に共通していた。強力なトゥーレ協会、ナチスの東方との関連性、ヒトラーのオカルトの儀式に関する完全に偽りの「事実」に基づいた豊富な文献が存在する限り、このジャンルに参画する者が新たに出現する度に、不正確で粗暴な主張が繰り返された。

グッドリック=クラークは2004年版の"The Occult Roots of Nazism"の新しい序文で、1985年に彼の本が最初に登場した当時、「ナチスの『黒魔術』は好調な売り上げを求める扇情的な作家たちのためのテーマと考えられていた」と記した。
彼の2002年の著作"Black Sun"では、オカルト的なナチスのテーマの戦後時代における存続を追跡することを目的としていたが、グッドリック=クラークはこのテーマに再び取り組む必要があると考えた。彼はナチスのオカルティズムの分野を「ナチスの謎」と名付けて、本の1章を費やしている。このジャンルの発展に関する他の信頼性のある概要がドイツの歴史家によって書かれている。"The Occult Roots of Nazism"のドイツ語版には、ナチスのオカルティズムに関する推論の起源を1930年代後半の出版物まで遡った"Nationalsozialismus und Okkultismus"（国家社会主義とオカルティズム）という論文が収録されており、後にその論文はグッドリック=クラークによって英語に翻訳された。また、ドイツの歴史家であるマイケル・リースマンは、アドルフ・ヒトラーの宗教的信念をテーマにした、高い評価を得た彼の著作において"Nationalsozialismus und Okkultismus"についての長い「補説」を書いている。
グッドリック=クラークによると、ナチスのオカルティズムに関する推論の起源は「戦後におけるナチズムへの情熱」である。西洋の精神を魅了するナチズムの「恐ろしい魅力」は、数十年後に観察者の前に現れる「現代史の不気味な幕間」から生まれた。ナチス・ドイツにおけるヒトラーの偶像化、ヨーロッパ大陸での短命な支配、そしてナチズムの極端な反ユダヤ主義は、現代史の他の時代とは一線を画した。「完全に非宗教的な枠組みの外で、ナチズムは現代の20世紀体制における悪の具現化であり、ヨーロッパのキリスト教共同体に奇怪な異教世界が再来するかのように感じられた」。
1960年代前半までに、「ナチズムの神秘性ははっきりと感じられるようになった」。その姿と象徴の扇情的で空想的な表現は、すべての政治的および歴史的文脈を切り裂いて、スリラー小説、ノンフィクション小説、 映画の中に確実な地位を築き、「大衆文化の環境」に浸透した。

### "The Occult Roots of Nazism"の史学史
"The Occult Roots of Nazism"は、ナチスのオカルティズムの空想的な現代の描写に具体的に対処するとともに、アリオゾフィとナチスの機関との関係を見つける重要な学術的研究を入念に示したことで称賛されている。学者のアンナ・ブラムウェルは、ナチスのオカルティズムを確実な証拠や関連証拠を提供することなく掘り下げたさまざまな文書、描写、および制作された資料について言及し、「The Occult Roots of Nazismという題名を勘違いして、この本が「ナチス・オカルティズムの現代神話」を述べたてるものだと思わないでほしい。そういうものは、同名の補遺の中で著者グッドリック=クラークが明快に一刀両断している、卑しい妄想の世界に属するものである」と書いている。むしろ、グッドリック=クラークの研究を通じて、アリオゾフィの実践に関係したオカルト関連に対するさまざまな学問的批判が生じている。
歴史家のマーティン ハウスデンとジェレミー・ノークスは、ある種のゲルマン文化に起源を持つアリオゾフィのイデオロギーと、ナチスの管理層にあった実際の機関との間の関連性にグッドリック=クラークが取り組んだことを称賛している。ハウスデンが述べるように、問題は、これらのアリオゾフィの実践の有効性にある。「したがって、この研究の真の価値は、ナチズムの原因的側面よりも個性を増長した本質的に魅力的なサブカルチャーの徹底した解明にある。この文脈において、私たちはまたもや中心的課題について考えさせられることになる。すなわち、オーストリアとドイツのオカルト信仰者がナチスの指導者と同じように、特別に攻撃的な人種差別主義的信念に非常な影響を受けた、と言うよりも、憑りつかれたのは、一体どうしてなのか?」と彼は述べている。ノークスはこの大まかな考察について、「（グッドリック=クラークは）感覚論になりがちなテーマであるナチズムにおけるアリオゾフィの影響についての最終的な説明だけでなく、19世紀後半と20世紀前半の知的風土に対する魅力的な洞察をもたらした」と締めくくった。これらの批評は、ナチスのオカルト信仰者の研究における最大のジレンマを反映している。すなわち、ナチス指導者による考え得るオカルトの実践の実際の有効性、実践の目的、今日のオカルティズムの現代における概念と応用、それらを識別することは、真実と思われるナチスのアリオゾフィの実践と露骨な一般認識を結びつける上で適切な一般的学問に大きな影響を与える。
グッドリック=クラークが作ったアリオゾフィとドイツ社会の間のつながりは、ピーター・メルクルの"Political Violence under the Swastika"（鉤十字の下での政治的暴力）でさらに詳しく説明されている。この本は、ドイツの政治においてナチスの初期メンバーが抱えた意欲と理想についての理路整然かつ統計に基づいた分析を行うために、「1933年以前のナチス」のさまざまなナチ党員が、回顧録やナチ党の台頭についての回想を自ら進んで書いたものである。「古いドイツの文化的および歴史的伝統から恩義を受けて」いた「ドイツのロマン主義」と見なされる者から、フェルキッシュ（伝統的な反ユダヤ主義）の信念に従う、いわゆる「北欧/ヒトラーのカルト」の一部として分類される者まで、強烈な国家主義を好むドイツ社会の中にあるイデオロギーの側面があることを、メルクは調査結果から統計的証拠を通じて発見した。この点をさらに証明するために、メルクルは進んで証言を行う人々の内、プロテスタントはドイツのロマン主義、カトリック教徒は反ユダヤ主義、狂信的愛国者、連帯主義者である傾向があることを発見した。宗教的な同質性の領域は、反ユダヤ主義または北欧ゲルマン・カルトで特に高く、その両方の宗教グループのメンバーは、ユダヤ人の近くにいることで露骨な憎しみやヒステリーのいずれかが現れる突然の暴力的な病気と考えられている"Judenkoller"の傾向がある。偶然にも"The Occult Roots of Nazism"の10年前に書かれていたにもかかわらず、メルクルは、この19世紀的な北欧ゲルマンの農村カルトと「秘密のナチスの伝統」の関係に言及している。
この現代の神話の一部は、グッドリック=クラークのテーマに直接関係している。アドルフ・ヒトラーが8歳の時にハイリゲンクロイツ修道院でオーストリアの修道士で反ユダヤ主義の広報係であるランツ・フォン・リーベンフェルスに既に出会っていたという噂は、ジャン・ミシェル・アンジェベールの"Les mystiques du soleil"（1971年）に遡る。 「このエピソードは完全に想像の産物である」。
それにもかかわらず、ジャン・ミシェル・アンジェベールと、グッドリック=クラークによって考察された他の著者たちは、彼らの説明を真実として提示しているため、この現代の神話は、例として、 ヴリル協会やカール・ハウスホーファーのオカルトとの関わりについての噂についての陰謀論に似たいくつかの伝説をもたらした。
最も影響力のある本は、トレバー・レブンズクロフトの 『運命の槍』と、ポーウェルとベルジェの 『'神秘学大全』であった。

### 主張
ナチスのオカルティズムの最も初期の主張の一つは、ルイス・スペンスの"Occult Causes of the Present War"（現在の戦争のオカルト的要因、1940年）に見られる。スペンスによれば、アルフレート・ローゼンベルクと彼の著書 『二十世紀の神話』は、ナチ党を動機付けた異教、オカルト、反キリスト教の概念を促進させた原因となった。

#### 悪魔に憑依されたヒトラー
ヒトラーへの悪魔からの影響について、ヘルマン・ラウシュニングの"Hitler Speaks"（『ヒトラーとの対話』）が情報源として挙げられている。しかし、現代の学者のほとんどはラウシュニングに信頼性があるとは考えていない。グッドリック=クラークは、「最近の研究は、ラウシュニングの会話がほとんどでっちあげであることをほぼ確実に証明した」と要約している。
ラウシュニングと同じく、ヒトラーの幼少時代からの最も親しい友人の一人であるアウグスト・クビツェクは、当時17歳だったヒトラーが「ドイツをかつての栄光に戻す」ことについて語り、その様子は「まるで彼とは別の存在が彼の体を通じて話しているようであり、そのことは私だけでなく彼の心も動かした」と述べている。
2003年5月号のThe Atlanticに掲載されたティモシー・ライバックの記事"Hitler's Forgotten Library"（ヒトラーの忘れ去られた図書館）は、ヒトラーの私設図書館の蔵書のエルンスト・シェルテルが著した本について言及している。鞭打ち、ダンス、オカルト、ヌーディズム、BDSMを興味の対象としてたシェルテルは、1933年以前に性の革命の運動家としても活動していた。彼はナチスドイツに7か月間投獄され、博士号は取り消された。彼は、1923年に彼が著した本"Magic: History, Theory and Practice"（魔術：歴史、理論、実践）の謹呈本を1920年代半ばにヒトラーに送ったと考えられている。ヒトラーは、「自分の中に悪魔の種を持っていない者は決して魔術の世界を産み出すことはないだろう」という節を含む、広範囲の節に印を付けたと言われている。
第二次世界大戦中、神智学者のアリス・ベイリーは、アドルフ・ヒトラーは彼女がDark Forces（闇の力）と呼ぶものに憑りつかれていると述べた。
彼女の追随者であるベンジャミン・クレームは、ヒトラー（および彼の周りの同様に邪悪なナチスドイツの男性のグループ、日本の軍国主義者のグループおよびイタリアのムッソリーニ周辺のさらなるグループ)によって反キリストのエネルギーが解放されたと述べている。神智学の教えによれば、それは個々の人間ではなく、破壊の力である。
ジェームズ・ハーバート・ブレナンの著書『魔術師ヒトラー』によると、ヒトラーが『我が闘争』に献辞を記した彼の師である ディートリヒ・エッカートは、1923年に彼の友人に宛てて次のように書いている。 「ヒトラーを信じろ！ 彼は踊るだろうが、その曲を決めたのは私だ。私たちは彼に、彼らとの『コミュニケーション手段』を与えた。私を悼んではならない。なぜなら、私は他のどのドイツ人よりも歴史に影響を与えることになるからだ。」

#### 新世界秩序
陰謀論者は「ナチスを新世界秩序の先駆者と見なすことが多い」。ヨーロッパ全土に国家社会主義体制下に置くというヒトラーの後年の野望に関して、ナチスのプロパガンダはNeuordnungという用語を使用した（この用語はしばしば不明瞭に「新秩序」と訳されているが、実際にはヨーロッパの地図上の国境の「再構造化」と、戦後の大ドイツの経済的覇権に言及した言葉である）。したがってナチスは政治の観点から新世界秩序を追求したと言えるだろう。しかし、ヒトラーとトゥーレ協会が共謀して（陰謀説の）新世界秩序を作ろうとしたという主張はまったく根拠が無い。

#### アレイスター・クロウリー
第二次世界大戦中にオカルティストのアレイスター・クロウリーがヒトラーと接触しようとしたという検証不可能な噂もある。いつかの疑惑と憶測はあるが、そのような接触の証拠は存在しない。1991年、クロウリーの遺作管理人の1人であるジョン・サイモンズは、"The Medusa's Head or Conversations between Aleister Crowley and Adolf Hitler"（メデューサの頭、またはアレイスター・クロウリーとアドルフ・ヒトラーの会話）という本を出版したが、これはフィクション小説であることが明確に示されている。この本の発行部数が350部に限定されていることも、このテーマに関する謎を深める一因となった。クローリーとヒトラーの接触については、1949年10月29日にルネ・ゲノンがユリウス・エヴォラに宛てた手紙でも（資料や証拠は示されていないが）言及されており、後に多くの人々に広まった。

#### エリック・ヤン・ハヌッセン
テレビ番組"Hitler and the Occult"において、ヒトラーが1927年3月に演説を再開した後、彼がいかに「さらなる権威とカリスマを授けられた」ように見えたかを説明する際、このドキュメンタリーは、千里眼の持ち主かつパブリシストのエリック・ヤン・ハヌッセンの「影響による可能性がある」と述べている。ヒトラーが大群衆の前で演説する際に有用な一連の誇張されたポーズを完成させるために、ハヌッセンが一役買ったと言われている。ドキュメンタリーではこの後にヒトラーとハヌッセンの接触についてダスティ・スクラーにインタビューし、ナレーターは「洗脳と群衆支配のオカルト的技法」についてコメントする。
実際にヒトラーがハヌッセンに会っていたかどうかは定かではない。1927年3月以前に出会っていたかどうかも、ハヌッセンに関する他の資料によって確認されてはいない。1920年代後半から1930年代初頭に、ハヌッセンは自身の新聞であるHanussens Bunte Wochenschauにおいて政治予測を行い、徐々にヒトラーを支持し始めていたが、1932年の終わりまでにこれらの予測は変化した。例えば、1929年にハヌッセンは、 ヴィルヘルム2世が1930年にドイツに戻り、1931年に失業問題が解決されると予測した。

#### ナチスの神秘主義、オカルティズムとサイエンス・フィクション
ドイツ文化におけるナチスの神秘主義は、学術雑誌のScience Fiction Studiesに掲載されたマンフレッド・ナグルの記事"SF (Science Fiction), Occult Sciences, and Nazi Myths"（空想科学、オカルト科学、そしてナチス神話）においてさらに詳細に述べられている。その中で、ナグルは、エドモンド・キシュによる"The Last Queen of Atlantis"（アトランティスの最後の女王）のような現代ドイツのサイエンス・フィクションで説明されている民族的な物語は、アリオゾフィ、アーリア主義、そして歴史上の民族的神秘主義の後押しにより、民族的優位性の概念をさらに進めたと記しており、オカルティズム、アリオゾフィ、またはアーリア主義に関連する著作は、単に文化遺産を確立するよりも、むしろ社会政治的な慣習に影響を与え正当化することを目的とした産物であったことを示している。これらの著作のストーリー自体は、「……洗練された非常に強力なテクノロジーを持つ、運命によって選ばれたヒーローやカリスマ的リーダー」を扱っている。ナグルは、"The Last Queen of Atlantis"のようなSF作品は、「占領下の東ヨーロッパ地域におけるナチスのエリート（構想）」をさらに正当化するものとして、アドルフ・ヒトラーやハインリヒ・ヒムラーなどのナチスの指導者たちの暴力的なまでの説得力をさらに強めるものであると考えていた。これは、ナチスのイデオロギーに対する公的支持を増加させたと言われており、ナグルによって「理性と意識の時代から離れ、『夢遊病的確実性』の時代、超理性的魔法の時代への、途方もない文化の転換」と要約された。

### 偽の歴史についての本
"The Occult Roots of Nazism"のドイツ語版に収録されているエッセイでは、秘教研究を出版するオーストリアのH.T.ハクル が、国家社会主義とオカルティズムに関する憶測の起源を1940年代初期のいくつかの作品に遡った。彼の研究は"Unknown sources：National Socialism and the Occult"（未知の情報源：国家社会主義とオカルト）という短い本で出版され、グッドリック=クラークによって翻訳された。クルト・ヴァン・エムセンというペンネームの作家は、1933年の時点でヒトラーを「悪魔的性格」と表現したが、彼の作品はすぐに忘れられた。ヒトラーがオカルトの力に従っているという考えは後に多くの作家が取り入れたが、最初に仄めかしたのはフランスの密伝キリスト教主義者のルネ・コップである。1934年6月と1939年4月に秘教についての月刊誌Le Chariotで発表された2つの記事において、彼はヒトラーの力の源が超自然的な力にあることを突き止めようとした。2番目の記事のタイトルは、"L'Enigme du Hitler"（ヒトラーの謎）である。ハクルは、1930年代の他のフランスの秘教の雑誌からは同様の考察を見つけることができなかった。1939年、フランスの別の作家、エドゥアール・サビーが"Hitler et les Forces Occultes"（ヒトラーとオカルトの力）という本を出版した。この時点でサビーはハヌッセンとイグネイシャス・トレビッチ・リンカーンについて言及している。ハクルは、エドゥアール・サビーがナチスのオカルティズムの神話の著作権を持っているというような意味のことを遠回しに述べてさえいる。しかし、1939年のもう1つの重要な本として、ヘルマン・ラウシュニングの『ヒトラーとの対話』の方が有名である。その本では、（「黒と白の魔術」の章において）「ヒトラーは彼を連れ去った力に身を委ねた。……彼は呪文に身を委ねた。それは象徴的な比喩ではなく、正当な理由により、悪魔の魔術といえるものであった」と語られている。
グッドリック・クラークは、「1960年から1975年にかけて書かれたナチスのオカルティズムについての（疑似歴史的な）本」を分析し、それらは「概してセンセーショナルで研究不足」あった。このジャンルの決定要素と「説明参照の最終的な論点は、過去の国家社会主義の歴史家には隠されたままの作用因子である」ゆえ、彼はこれを「偽の歴史」と称している。この文献の特徴的な傾向は、（1）「一次資料に対する全くの無知」および（2）「完全に嘘の『事実』」でさえ確認しようとせず、「不正確な発言と乱暴な主張」が繰り返されることである。下記は"The Occult Roots of Nazism"の付録Eで誤りが暴かれた本である。
- "The Morning of the Magicians（英語版）"（『神秘学大全』、1960年、ルイ・ポーウェル（英語版）、ジャック・ベルジェ（英語版））[40]
- "Bevor Hitler kam"（1964年、Dietrich Bronder）[41]
- "The Spear of Destiny（英語版）"（『運命の槍』、1972年、トレバー・レブンズクロフト）[42]
- "Les mystiques du soleil"（1971年、ジャン・ミシェル・アンジェベール）[15]
- "The Occult Reich（英語版）" （『魔術師ヒトラー』、1974年、ジェームズ・ハーバート・ブレナン）[41]
- "Luzifers Hofgesind, eine Reise zu den guten Geistern Europas"（1937年、オットー・ラーン（英語版））

グッドリック=クラークの著書で上記の本は付録においてのみ言及されており、著作においてはこのジャンルの文献を出典としておらず、他の資料が使用されている。"The Occult Roots of Nazism"以降に出版された下記の本は、虚偽であると証明された主張を繰り返し続けている。
- "The Unknown Hitler"（『独裁者ヒトラーの錬金術 -ミダス王になろうとした男』、1988年、ヴルフ・シュワルツヴェラー）[43]
- "The History of Nazi Occultism"（2000年、Alan Baker）[44]

## ドキュメンタリー
ナチス・ドイツの終焉から70年以上が経ち、国家社会主義とアドルフ・ヒトラーは歴史ドキュメンタリーにおいて繰り返し取り上げられるテーマとなっている。これらのドキュメンタリーの中には、ヒストリーチャンネルのドキュメンタリー"Hitler and the Occult"のような、ナチズムとオカルティズムの潜在的関係に特別に焦点を当てたものがある。このドキュメンタリーはヒトラーの「オカルトの力」の証拠として、例えば、 ニュルンベルク裁判での ヨアヒム・フォン・リッベントロップによるヒトラーへの継続的な従属についての悪名高い声明を提示している。作家のダスティ・スクラーがヒトラーの自殺は4月30日から5月1日にかけての夜、つまりヴァルプルギスの夜に起こったことを指摘した後、ナレーターは次のように続ける。「ヒトラーの死によって、まるで呪文が破られたかのようだった」。ヒトラーの自殺の（超常現象を伴わない）はるかに説得力のある理由は、ロシア軍がすでに総統地下壕の数百メートル以内に近づいており、彼は生け捕りにされるのを望まなかった、というものである。

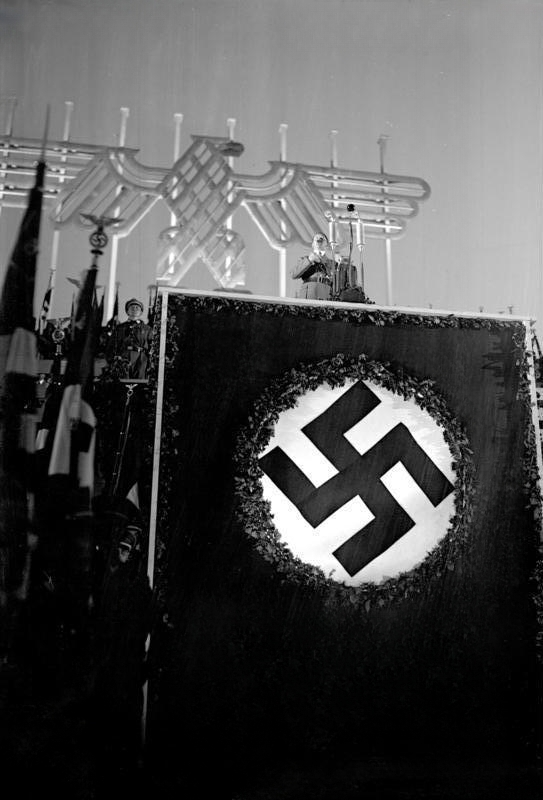
1934年、 ナチ党党大会での大群衆を前に演説するヒトラー

学問的な歴史の観点から見ると、ナチズムに関するこれらのドキュメンタリーは、ナチスとネオナチの研究において生じる問題への実際の理解には役立たないため、注釈があったとしても、疑わしいものと見なされている。特定のドキュメンタリーについて言及したものではないが、現代の分離独立運動組織を研究する歴史家のマティアス・ガーデルは次のように書いている。
第三帝国を描いたドキュメンタリーでは、ヒトラーは大魔術師のような存在である。通常これらのドキュメンタリーには、ヒトラーが大群衆を前に演説するシーンが含まれている。……ヒトラーが叫ぶカットと、鉤十字の印の下で連隊が行進するカットがミックスされる。クライマックスに近づく彼の演説に翻訳を表示する代わりに、別の何かについて話すスピーカーのシーケンスが重ねられる。これらすべてが組み合わさって、ヒトラーは無意識のドイツ人をゾンビ化した召使となるように呪縛する邪悪な魔術師として悪魔のように描かれ、連合軍の勝利がその呪縛を開放すると、突然ドイツの一般大衆からナチスが消え去ってしまう。このイメージが正しければ、どれほど便利なことだろうか。国家社会主義はニンニクで打ち負かすことができるだろう。数人のヴァンパイアキラーに監視団体の仕事を任せて、人種差別反対主義のコミュニティ・プログラムに充てられている人員を他の何かに向けることができる……。

しかし、真実は、数百万人の一般的なドイツの労働者、農民、実業家が国家社会主義を支援したということだ。……彼らはおそらく自分たちが善良な市民であると考えた人々であり、それは彼らが単なる悪魔だっただけということよりもはるかに恐ろしいことである。
"Hitler and the Occult"には、ヒトラーが大群衆の集会で演説していると見られるシーンが含まれている。ヒトラーの演説が翻訳されずにシーンが続く一方で、ナレーターはドイツのオカルト信仰者でありステージにおけるメンタリストでもあるエリック・ヤン・ハヌッセンについて次のように語る。「オカルト信仰者は、ハヌッセンがヒトラーに洗脳と群衆支配のオカルト的な技術を授けたかもしれないと信じている」。歴史家たちは、エリック・ヤン・ハヌッセンに関するこれらの神話を否定している。

### エルンスト・シェーファーのチベット遠征
少なくとも1つのドキュメンタリー、"Hitler's Search for the Holy Grail"（ヒトラーの聖杯探索）には、1939年のドイツによるチベット遠征の映像が含まれている。このドキュメンタリーは、それをSSの「最も野心的な遠征」と説明している。このオリジナルのビデオ素材は、1994年のマルコ・ドルチェッタのシリーズ"Il Nazismo Esoterico"（秘伝のナチズム）で再び入手可能になった。ドルチェッタがシェーファーに行ったインタビューはナチスのオカルティズムの説を裏付けるものではなく、同様にラインハルト・グレーフェの1995年の記事"Tibetforschung im SS Ahnenerbe"（SSのアーネンエルベでのチベット研究）はオカルトのテーマに言及しつつも説を裏付けるものではなかった。ハクルは、グレーフェはベルジェとポーウェルやアンジェベールなどの作家たちの信頼性の無さをもっと強調するべきだったと意見を述べている。エルンスト・シェーファーの遠征報告は、アジア、特にチベットでの「いかさま師の大群」による「無価値の行動」について明確に述べている。

### ドキュメンタリーのリスト

#### ドイツ語
- "Schwarze Sonne"（黒い太陽、リュディガー・ズンナー（英語版）によるドキュメンタリー。ズンナーはこのドキュメンタリーに伴った本も出版している。）
- " Hitler, ein Film aus Deutschland（英語版）"（『ヒトラー、あるいはドイツ映画』、1977年、ハンス＝ユルゲン・ジーバーベルク）

#### 英語
- "Nazis: The Occult Conspiracy（英語版）"（ナチス：オカルトの陰謀、1988年）監督：トレイシー・アトキンソン（英語版）、ジョーン・バラン（英語版） 。ナレーション：マルコム・マクダウェル。
- "The Occult History of the Third Reich（英語版）"（第三帝国のオカルトの歴史）監督：デイヴ・フリットン（英語版）、ナレーション：パトリック・アラン（元々はヒストリーチャンネルで放映された）[51]
- "Decoding the Past（英語版）"（過去の解読、ヒストリーチャンネル）エピソード："The Nazi Prophecie"[52][53]
- "The Riddle Of Rudolph Hess/Himmler's Castle: Wewelsburg（英語版）"
- "Hitler's Search for the Holy Grail（英語版）"（1994年、マイケル・ウッド（英語版）のドキュメンタリー）"Secret History（英語版）"シリーズの一部としてチャンネル4で放映された。[54]
- "Unsolved Mysteries of World War II（英語版）"